# 黑胁啄花鸟
黑胁啄花鸟（学名：Dicaeum monticolum）是啄花鸟科啄花鸟属的一种，分布于马来西亚和印度尼西亚。该物种的保护状况被评为无危。
黑胁啄花鸟的栖息地包括亚热带或热带的湿润低地林、亚热带或热带的高海拔疏灌丛和亚热带或热带的湿润山地林。